# Европско првенство у атлетици на отвореном 1962 — бацање копља за жене
Такмичење у бацању копља у женској конкуренцији на 7. Европском првенству у атлетици 1962. одржано је 13. и 14. септембра у Београду на стадиону ЈНА.
Титулу освојену у Стокхолму 1958, није бранила Дана Затопкова из Чњхословачке.

## Земље учеснице
Учествовало је 14 такмичарки из 10 земаља. 
1. Аустрија (1)
2. Бугарска (1)
3. Југославија (1)
4. Мађарска (1)
5. Немачка (3)
6. Румунија (1)
7. СССР (3)
8. Уједињено Краљевство (1)
9. Финска (1)
10. Чехословачка (1)

## Рекорди
| Рекорди пре почетка Европског првенства 1962. | Рекорди пре почетка Европског првенства 1962. | Рекорди пре почетка Европског првенства 1962. | Рекорди пре почетка Европског првенства 1962. | Рекорди пре почетка Европског првенства 1962. | Рекорди пре почетка Европског првенства 1962. |
| --------------------------------------------- | --------------------------------------------- | --------------------------------------------- | --------------------------------------------- | --------------------------------------------- | --------------------------------------------- |
| Светски рекорд                                | Елвира Озолина                                | СССР                                          | 58,98                                         | Леселидзе, СССР                               | 4. јун 1960.                                  |
| Европски рекорд                               | Елвира Озолина                                | СССР                                          | 58,98                                         | Леселидзе, СССР                               | 4. јун 1960.                                  |
| Рекорди европских првенстава                  | Дана Затопкова                                | Чехословачка                                  | 56,02                                         | Стокхолм, Шведска                             | 19. август 1958.                              |

## Освајачи медаља
|                     |                            |                        |
| Елвира Озолина СССР | Марија Дјаконеску Румунија | Авелтина Шаститко СССР |

## Сатница
| Датум               | Време | Ниво          |
| ------------------- | ----- | ------------- |
| 13. септембар 1962. |       | Квалификације |
| 14. септембар 1962. | 16:30 | Финале        |

## Квалификациона норма
| 48,00 м |

## Резултати

### Квалификације
Квалификациона норма за пласман у финале била 50,00 м (КВ), коју је прескочило 5 такмичарки, остаких 7 пласирале су се на основу постигнутог резултата (кв).
| Пласман | Атлетичарка         | Земља                | Резултат | Белешке |
| ------- | ------------------- | -------------------- | -------- | ------- |
| 1       | Елвира Озолина      | СССР                 | 51,60    | КВ      |
| 2       | Анелизе Герхардс    | Немачка              | 51,15    | КВ      |
| 3       | Марија Дјаконеску   | Румунија             | 50,93    | КВ      |
| 4       | Алевтина Шаститко   | СССР                 | 50,55    | КВ      |
| 5       | Марза Антал         | Мађарска             | 50,50    | КВ      |
| 6       | Инге Швалбе         | Немачка              | 49,96    | кв      |
| 7       | Марион Грефе        | Немачка              | 49,22    | кв      |
| 8       | Ерика Штрасер       | Аустрија             | 47,68    | кв      |
| 9       | Јелена Горчакова    | Совјетски Савез      | 47.48    | кв      |
| 10      | Маријета Качић      | Југославија          | 46,63    | кв      |
| 11      | Сирпа Тојвола       | Финска               | 46,45    | кв      |
| 12      | Маргарита Белтакова | Бугарска             | 45,17    | кв      |
| 13      | Власта Хрпкова      | Чехословачка         | 44,28    |         |
| 14      | Сју Плат            | Уједињено Краљевство | 44,17    |         |

### Финале
| Пласман | Атлетичарка         | Држава          | Време | Белешке |
| ------- | ------------------- | --------------- | ----- | ------- |
|         | Елвира Озолина      | СССР            | 54,93 |         |
|         | Марија Дјаконеску   | Румунија        | 52,10 |         |
|         | Алевтина Шаститко   | СССР            | 51,80 |         |
| 4       | Анелизе Герхардс    | Немачка         | 50,92 |         |
| 5       | Марза Антал         | Мађарска        | 49,91 |         |
| 6       | Ерика Штрасер       | Аустрија        | 49.90 |         |
| 7       | Инге Швалбе         | Немачка         | 48.55 |         |
| 8       | Јелена Горчакова    | Совјетски Савез | 46,74 |         |
| 9       | Маријета Качић      | Југославија     | 46,29 |         |
| 10      | Марион Грефе        | Немачка         | 46,28 |         |
| 11      | Маргарита Белтакова | Бугарска        | 44,58 |         |
| 12      | Сирпа Тојвола       | Финска          | 44,56 |         |